# Moshe Yehoshua Hager
Moshe Yehoshua Hager (n. 16 aprilie 1916, Oradea, Austro-Ungaria – d. 13 martie 2012, Israel) a fost un rabin român stabilit în Israel. Acesta este cunoscut deoarece a fost al cincilea Rebbe al dinastiei hasidice Vizhnitz. El a fost fiul lui Hayim Meir Hager.